# Selina Jen
Jen Chia-Hsüan conocida artísticamente como Selina (31 de octubre de 1981, Taipéi), es una cantante taiwanesa integrante del grupo femenino S.H.E. El 11 de junio de 2004, se graduó de la Universidad Nacional de Taiwán, obteniendo la Licenciatura en Ciencias de la Educación, con una especialización cívica y el liderazgo. En septiembre de 2006, Selina publicó su primer libro titulada, Selina ama partida (爱 的 小 珠珠), que enseña a los lectores cómo utilizar sus cuentas para realizar diseños. El 22 de octubre de 2010, Selina sufrió un accidente, a causa de un explosivo mientras que ella se encontraba en un rodaje de la serie "Tengo una cita con la primavera" (我 和 春天 有 个 约会), junto con su coestrella Yu Haoming. Selina ya que sufrió algunas quemaduras de tercer grado con el 54% de su cuerpo y tenía que someterse a un injerto de piel para su tratamiento, operación en sus manos, piernas y la espalda.

## Carrera
El 8 de agosto de 2000, HIM Internacional de Música celebró un evento organizado por Universal 2000del Talento y la Belleza, un concurso dirigido para damás. Su hermana menor (Kimi Jen) realmente quería ingresar a este concurso, pero ella era demasiado joven. En cambio, Selina se unió a la contienda en su lugar. El concurso tuvo alrededor de 1000 participantes y después de muchas rondas de cansancio de competición, siete concursantes nuevamente entraron en la segunda ronda. Las tres integrantes de S.H.E, se formaron.
Después de la competencia, la compañía discográfica le dio a las siete concursantes para entrar a una audición. Selina Jen fue la ganadora real de este concurso. Ella captó la atención de la primera ronda interpretando un tema musical de Coco Lee titulada "Before I Fall In Love" y entró a la ronda final sin ningún problema. Selina Jen también interpretó otra canción titulada "Reflection" de Christina Aguilera. Debido a su nerviosismo durante la ronda final, Selina fue llamada dos veces, cuando se anunció que ganadora, no había sido llamada para participar. Sin embargo, las tres futuros inegrantes de SHE se firmaron junto al sello de HIM International Music.

## Colaboraciones
La voz de Selina participó con reconocidos canatnates, siendo la solista del sello HIM en el roster (独唱 情歌 "Love Song Solo"), así como Leehom Wang (你 是 我 心 内 的 一 首歌 "You Are The canción dentro de mi corazón"). La colaboración con Lee-Hom fue tan exitoso que un rumor surgido afirmando que Selina era seducir a Lee-Hom. Selina en una conferencia de prensa aclaró el malentendido, del rumor que salió de Huang Zi Jiao.

## Filmografía

### Programas de variedades
| Año  | Programa   | Notas              |
| ---- | ---------- | ------------------ |
| 2016 | Ace vs Ace | (ep. 7) - invitada |